# 约翰·普渡
约翰·普渡（/pɜːrˈduː/；1802年10月31日–1876年9月12日）是印第安纳州拉斐特的一位实业家，普渡大学最早的捐赠人。 

## 生平
生于宾夕法尼亚州亨丁顿县。大部分约翰·普渡的生平资料不是没有记录就是已经丢失了。他的父亲叫查尔斯·普渡，他的母亲是玛丽·绍特·普渡。他是家中九个孩子中唯一一个男孩。
1813年后（很可能是在1823年之后），他们举家迁至俄亥俄州的罗斯县。家中的第二个女儿南希在举家迁移中去世了，不久之后他们的父亲查尔斯也去世了。不久之后，约翰到了俄亥俄州阿德尔菲的一个商人手下做了学徒，他的母亲和几个姐妹向北迁至俄亥俄州维斯特市。
1823年至1831年期间，他受聘于俄亥俄州（可能包括密歇根州）的学校当老师。根据1979年俄亥俄州马里昂县的县志记载，约翰·普渡于1831年3月13日在俄亥俄州马里昂县岩盐乡买了一处160英畝（0.65平方）的农场。他又将农场在1832年8月20日卖了，并赚了一小笔钱。他还帮邻居将猪赶到农场去卖来赚取佣金。
普渡接着开了一家农产品经纪公司，主要负责阿德尔菲、沃辛顿和哥伦布地区。1833年，他和摩西· 福勒在阿德尔菲开了一处百货店。1834年12月9日，普渡以850美元从杰西·斯宾塞手中购买了一处240英畝（0.97平方） 位于印第安纳州的土地，其中一部分钱款普渡是以店内的货品支付的。这处土地现在位于印第安纳州拉法叶的克里西路和麦卡蒂路交界处的东北边。
1838年或1839年，普渡和他的副手福勒清算了他们在俄亥俄州的所有股份，并永久定居到了拉法叶。一到那里，他们就在法院前的广场上开了一家干货店。接下来的几年，普渡继续积累着财富和声望。普渡的大部分账目都显示出他好公民的形象，他会付出金钱，时间以及自己在某方面的特长来帮助当地的建设工程。这些工程包括，横跨沃巴什河的桥以及从拉法叶到印第安纳波利斯的铁路。他还在诸多企业任职董事。
1844年，摩西· 福勒和普渡分道扬镳。1847年，包括普渡在内的五个商人出资建成了横跨沃巴什河的木制收费桥。1852年10月20日，普渡和其他四人被任命为新建成的拉斐特城市公立学校的第一届金会委员。尽管拉斐特城市公立学校各式各样有关税务方面的法律诉讼不断，普渡和其他几个人还是在私下一直帮助着这所学校运营。
到1855年，普渡花了不少时间在纽约做生意。1857年，他买进了股份并开始担任受托人的战场大学学院（大学预科班）的基金会委员。他还捐赠了500元现金，以帮助当时正在筹建的位于印第安纳州斯托克韦尔的一所学院。由于联合军在南北战争期间对干货的需求大增，普渡的收益颇丰。尽管拉法叶是支持联合军的，但当地一些商业对联盟军遭到夜间突袭而表示同情。为了保护他的财产，普渡建立了一支由100名训练有素，统一着装并配有装备的名为“普渡步枪”的志愿者队伍，他们主要负责守卫联盟军囚犯，围捕逃兵以及维持秩序。
19世纪60年代，普渡收购了印第安纳州沃伦县的大片土地。1864年，普渡在新一届联合党国会议员竞选中输给了当时在职的议员戈德拉夫·斯坦·奥尔特。1866年，普渡再次挑战奥尔特，不过这次他是以独立身份参与竞选。尽管已经买通《拉法叶日报》以对抗《拉法叶通讯》（支持奥尔特），普渡再次以14,728票对14,933票输给了奥尔特。
1867年开始，投资一家拉法叶机具厂——拉斐特农业工程，并任其董事长，一直到19世纪70年代中期。1868年，他向拉法叶的史宾威公墓捐钱并连续出任了7年其董事长。1869年，他帮助建立的拉法叶储蓄银行。  （页面存档备份，存于）。到1872年，他拥有大约2,020英畝（8.2平方）的被称为核桃树丛的农场。
普渡曾是共济会成员，并支持了一些问题企业：尽管拉法叶、曼西和布卢明顿铁路的债务和法律官司一直在增长，他仍在支持他们；普渡还支持了一个位于科罗拉多州从没支付过任何股利的名为普渡金银采矿与矿石破碎公司。
他于1876年9月12日死于中风，那天恰好是他帮助建立的普渡大学第三个学年开始的第一天。约翰·普渡的墓碑位于大学的主校区内。他一直到去世都未婚也没有子嗣，普渡的财产一直到他死后的多年内一直处于争议中。

## 普渡大学

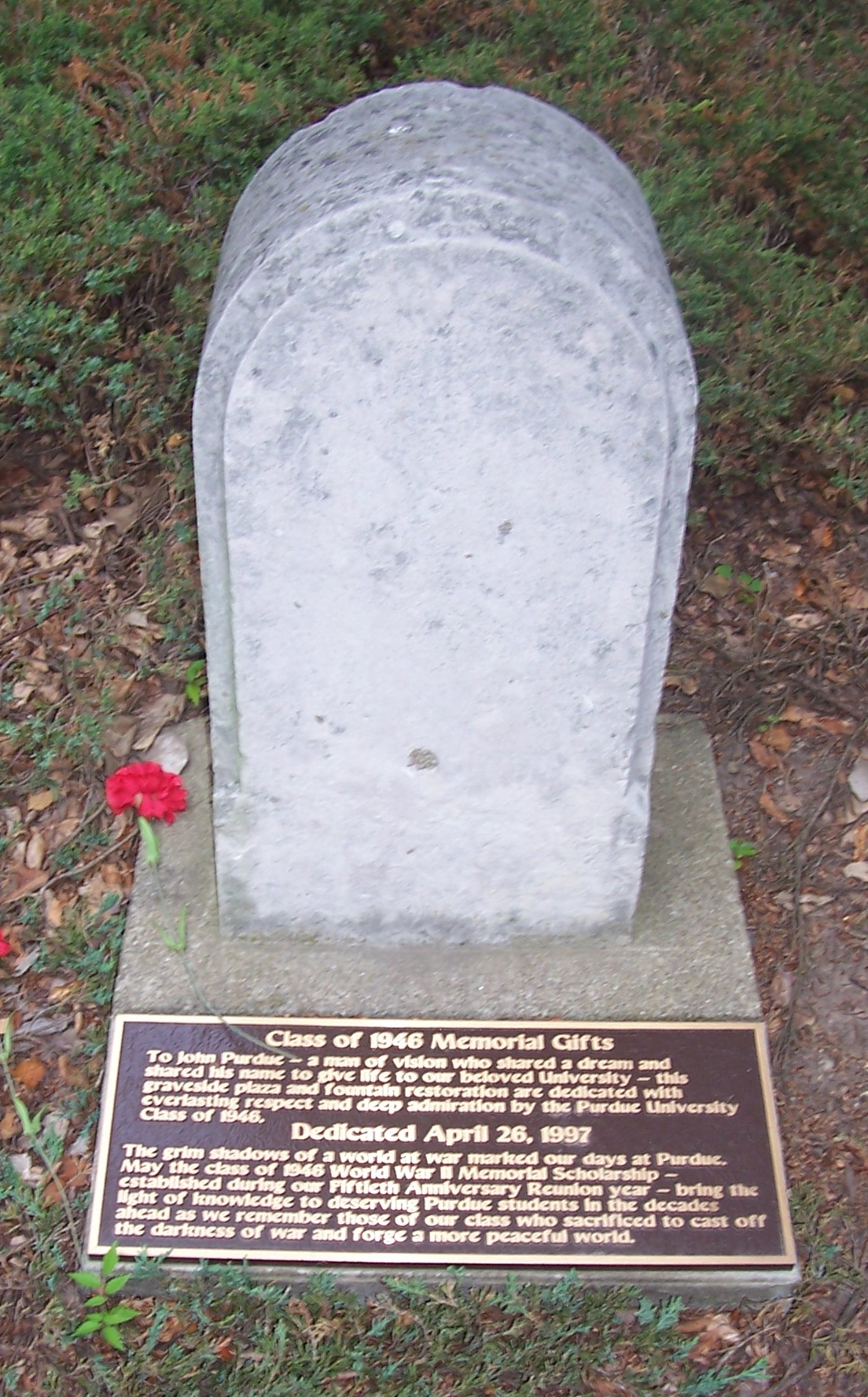
普渡大学校园内约翰·普渡的墓碑

1862年，国会通过了土地拨赠法案，当时的当务之急便是在印第安纳州找一个合适的赠地大学。竞争在位于布鲁明顿的印第安纳大学、位于印第安纳波利斯的巴特勒大学和斯托克韦尔和巴特尔格朗德学院中展开。在非常有影响力的拉法叶议员阿尔伯特·S·怀特死后，斯托克韦尔失败了。多年的争吵并没能形成任何折中方案。1865年，印第安纳州建立了州立师范学院开始（即现在的印第安纳州立大学）以缓解一部分竞争压力。
为了使蒂珀卡努县能在竞争中更出众，当地人开始捐献土地和金钱。到了1869年，蒂珀卡努县已经集资近总计40万美元的现金、土地和债券，但立法机关仍停滞不前。就在此时，普渡决定捐赠10万美元，唯一的要求就是这所大学要建在印第安纳州巴特尔格朗德，并要以他的姓氏来命名。商讨之后（决定了大学的名称以及将普渡加入到校董事会），普渡将捐赠金额提升至了15万美元和 100英畝（0.40平方）的土地。这次的商讨还允许了新一届校董事会为学校选址。